# TuS Ende
Koordinaten: 51° 25′ 7,8″ N, 7° 25′ 40,8″ O
Der TuS Ende e. V. ist ein Sportverein in Herdecke im Stadtteil Ende und wurde 1892 gegründet. Mit ca. 1700 Mitgliedern in über 20 Abteilungen zählt er zu den größten Vereinen der Stadt.

## Regelmäßige Veranstaltungen
Am ersten Samstag im September eines jeden Jahres veranstaltet der Verein seit 1992 den Kirchender Citylauf, der als Volkslauf konzipiert ist und in den letzten Jahren jeweils mehr als 500 Teilnehmer anziehen konnte.

## Erfolgreiche Abteilungen
Der Sportbetrieb des Vereins ist grundsätzlich auf den Breitensport ausgerichtet. Besonders erfolgreich ist die Taekwondo-Abteilung des TuS Ende, deren Sportlerinnen und Sportler bereits seit vielen Jahren überregionale und auch internationale Erfolge erzielen konnten. Bereits 2007 konnte Sabrina Haas den Titel "Internationale Deutsche Meisterin" im sog. "Mixed-Wettbewerb" erkämpfen. Zu den jüngsten großen Erfolgen zählen der Gewinn der Jugend-Europameisterschaft 2011 sowie Platz 9 auf der Jugend-Weltmeisterschaft 2010 durch Anna-Lena Frömming. Auch auf nationaler Ebene kann die Abteilung vielfältige Erfolge vorweisen, zuletzt den Gewinn der German Open als höchstes nationales Turnier, ebenfalls durch Anna-Lena Frömming. Sie wurde 2010 als Sportlerin des Jahres im Ennepe-Ruhr-Kreis ausgezeichnet. Im Jahr 2009 belegte die Taekwondo-Abteilung in der Vereinswertung aufgrund der Vielzahl der guten Platzierungen Platz 1 bei den Deutschen Meisterschaften. 2010 konnte die Abteilung insgesamt 66 Gold-, 49 Silber- und 56 Bronzemedaillen erkämpfen und erzielte damit das bis dahin beste Ergebnis seit ihrer Gründung.